# Isabel de Dinamarca (1935)
Isabel de Dinamarca (em dinamarquês: Elisabeth Caroline-Alexandrine Mathilde Helena Olga Thyra Feodora Astrid Margrethe Désirée; Copenhaga, 8 de maio de 1935 - Copenhaga, 19 de junho de 2018) foi uma princesa dinamarquesa. É filha do Canuto de Dinamarca (filho mais novo do rei Cristiano X da Dinamarca e da rainha Alexandrina de Mecklemburgo-Schwerin) e da Carolina Matilda da Dinamarca. Ela é prima em primeiro grau da rainha Margarida II da Dinamarca, e estava na linha de sucessão para o trono britânico e dinamarquês. Ao contrário dos seus irmãos, ela não foi casada, pelo que mantém o seu lugar na linha de sucessão, o título de princesa da Dinamarca (em dinamarquês Prinsesse til Danmark), que é reservada para os membros da família real em linha de sucessão.
A princesa Isabel foi empregada no Ministério dos Negócios Estrangeiros de 1956 a 2001 e serviu no estrangeiro algumas vezes.
Apesar de ela nunca ter casado, ela viveu com Claus Hermansen durante 25 anos até sua morte em 1997.[carece de fontes?] Ela não teve filhos.

## Título
- 8 de maio de 1935 - 11 de março de 1962: Sua Alteza Princesa Elisabeth da Dinamarca

- 11 de março de 1962 - 19 de junho de 2018: Sua Alteza Princesa Elisabeth da Dinamarca, RE[1]

## Morte
Foi confirmado pelo Tribunal Real Dinamarquês que Elisabeth tinha morrido em 19 de junho de 2018. Seu serviço de cremação foi realizado na Igreja Lyngby. Ela será enterrada ao lado de seu companheiro de longa data, Claus Hermansen.